# Bílá vydra
Bílá vydra je dobrodružný románový cyklus českého spisovatele Josefa Kutíka, jehož hlavním hrdinou je nejprve chlapec a později dospělý muž Toník Žižka (anglicky zkomoleně Tony Siskou), jemuž Indiáni dali jméno Bílá vydra. 

## Přehled jednotlivých dílů cyklu
Cyklus se skládá ze sedmi částí:   
- Bílá vydra (1977),
- Návrat Bílé vydry (1981),
- Bílá vydra na stopě (1982),
- Bílá vydra v záloze (1983),
- Bílá vydra na vlčí stezce (1985),
- Bílá vydra u Bobří hráze (1988),
- Bílá vydra na hranici lesů (1989).

## Obsah jednotlivých dílů cyklu

### Bílá vydra
V prvním díle se seznamujeme s devatenáctiletým mladíkem Toníkem Žižkou (anglicky zkomoleně Tony Siskou). O jeho předcházejících osudech se dozvídáme v jeho vzpomínkách. Ve 30. letech 20. století, v době hospodářské krize, když mu bylo čtrnáct let, se vydal se svým otcem do Kanady. Jeho otec doufal, že zde získá nějakou práci, kterou nemohl doma sehnat. V Montrealu je měl očekávat otcův bratr a Toníkův strýc, ten však svůj slib nedodržel a odjel na sever. Museli se proto za ním vydat. Na severu se Toníkův otec rozhodne, že se stane lovcem kožešinové zvěře, aby získal co nejrychleji nutné peníze. Z dobrodružné výpravy se ale vrací jako lidská troska.
Toník zůstává sám a jednoho dne je napaden místním rváčem a v domnění, že ho v sebeobraně zabil, prchá do divočiny. Cestuje se svým spřežením kolem Velkého Otročího jezera a řeky Mackenzie a několik let se zde ukrývá. Prožije mnohá dobrodružství, dokáže v drsné, ale krásné krajině přežít, a za cenu vážného ohrožení svého života zachrání od smrti hladem zbytek jednoho indiánského kmene. Získá tím mezi Indiány řadu věrných přátel a také jméno Bílá vydra podle toho, jak se potápí a plave v ledové vodě jezera. Nakonec se dozví, že ho nikdo z žádné vraždy nepodezírá, vrací se do civilizace, a setkává se se svým zuboženým otcem.

### Návrat Bílé vydry
Tony se vrací na sever, aby lovem získal peníze pro léčbu svého otce a pro návrat do vlasti. Kromě dalších přátel však pozná i nelidskou krutost mužů hledajících zlato.

### Bílá vydra na stopě
Když se Tony dozví, že v Evropě vypukla válka a že jeho vlast je v rukou nacistů, chce vstoupit do armády. Zabrání mu v tom však jeho zdravotní stav (omrzliny), stane se proto alespoň členem Kanadské jízdní policie a podílí se na odhalení bandy zločinců, kteří provozují neregistrovaný zlatý důl a v něm nutí Indiány k nelidské dřině.

### Bílá vydra v záloze
Tony Siskou se jako člen Kanadské jízdní policie podílí na odhalení pašeráků alkoholu, kteří s ním zásobovali indiánské tábory a zdravotně ničili Indiány.

### Bílá vydra na vlčí stezce
Tony Siskou musí čelit pomstě zločince Chrise Bretta, kterého kdysi předal spravedlnosti. Zločinec však uprchl z vězení a unesl dceru jeho přítele. Při její záchraně je těžce zraněn Tonyho přítel Lulu Pruďas, který Chrisse Bretta zabije.

### Bílá vydra u Bobří hráze
Tony Siskou se vydává najít zlatý poklad svého přítele, lovce a zlatokopa Lulu Pruďase, který je se zraněním upoután na lůžko a nemůže si své zlato, které chce použít pro nákup nemocnice, sám vyzvednout. Na konci dílu se Tony rozhodne opustit Kanadskou jízdní policii.

### Bílá vydra na hranici lesů
Tony a jeho přátelé se dostanou na stopu nebezpečným a všeho schopným zločincům, kteří přepadávali na severu lovce, okradli je a ponechali jejich osudu, aby zmrzli nebo zemřeli hladem. Provedli to i Tonyho otci a byli tak příčinou jeho zničeného zdraví a nemoci, které podlehl.